# Ceylon Journal of Science, Biological Sciences
Ceylon Journal of Science, Biological Sciences (abreviado Ceylon J. Sci., Biol. Sci.) es una revista con ilustraciones y descripciones botánicas que es editada en Sri Lanka. Se publica desde el año 1957 hasta ahora.